# Verlorenwasserbach Oberlauf
Das Naturschutzgebiet Verlorenwasserbach Oberlauf liegt auf dem Gebiet der Stadt Bad Belzig und der Gemeinde Gräben im Landkreis Potsdam-Mittelmark in Brandenburg.
Das Gebiet mit der Kenn-Nummer 1589 wurde mit Verordnung vom 26. Mai 2005 unter Naturschutz gestellt. Das rund 221,6 ha große Naturschutzgebiet erstreckt sich nordwestlich und südöstlich von Verlorenwasser, einem Gemeindeteil im Ortsteil Werbig der Stadt Bad Belzig, entlang des Baches Verlorenwasser. Westlich des Gebietes verläuft die Landesstraße L 94, nördlich erstreckt sich das 20,3 ha große Naturschutzgebiet Werbiger Heide.